# Bé Bocareli
Pour les articles homonymes, voir Roberto Silva (homonymie) et Silva.
Roberto Bocareli Silva, plus communément appelé Bé Bocareli, ou tout simplement Bé, est un footballeur brésilien né le 26 octobre 1942 à Campina Grande. Il évoluait au poste d'attaquant.

## Biographie
Avec le Sporting Portugal, il remporte la Coupe d'Europe des vainqueurs de coupe 1963-1964.

## Carrière
- 1962 :  Santos FC
- 1962-1965 :  Sporting Portugal[1]

## Palmarès
Avec le Sporting Portugal :
- Vainqueur de la Coupe des coupes en 1964
- Vainqueur de la Coupe du Portugal en 1963